# خوف من الالتزام

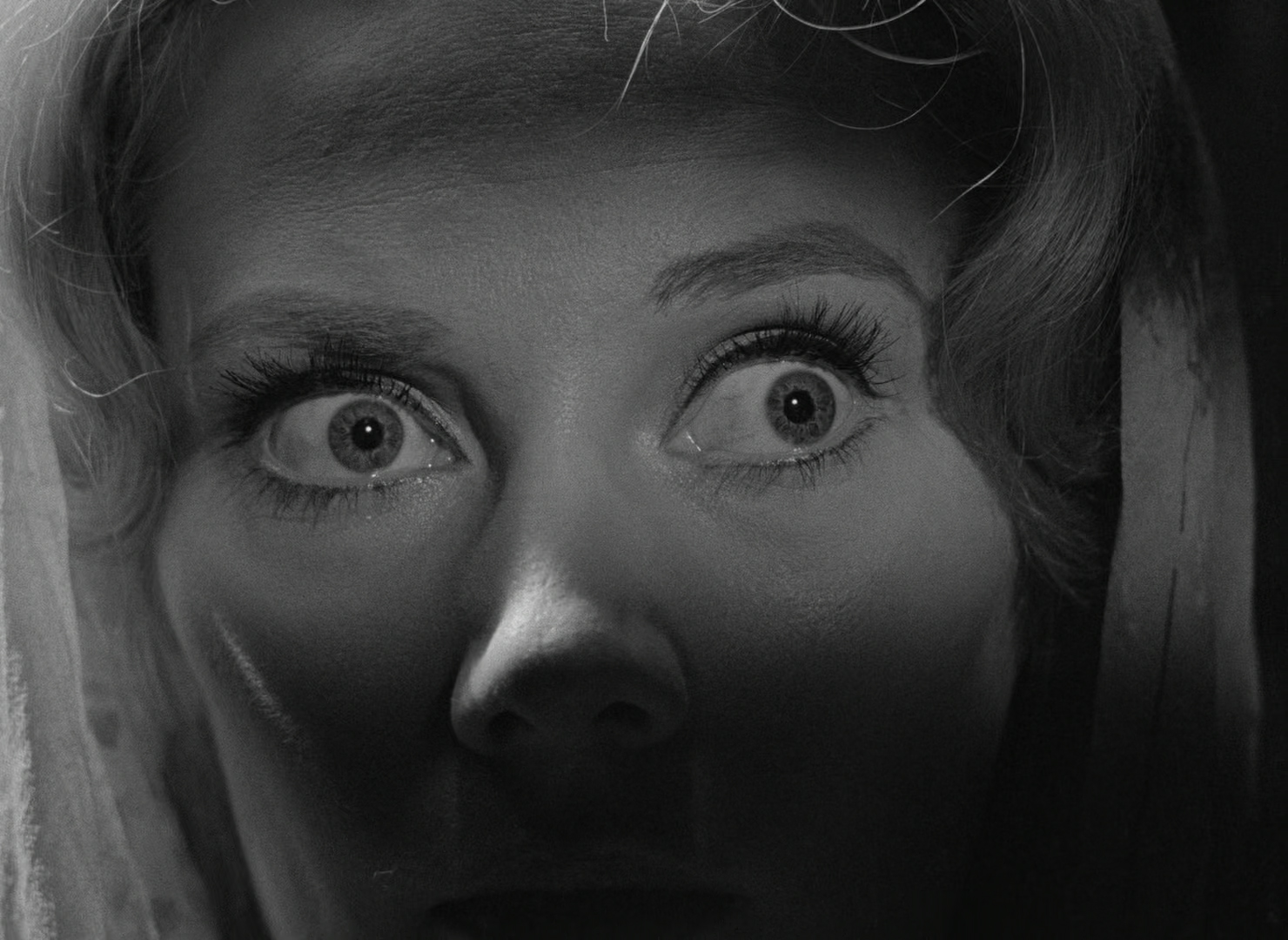
مشهد من فيلم يصور شعور الخوف

يشير الخوف من الالتزام في الآداب الشهيرة للغاية إلى تجنب الشراكات على المدى البعيد و/أو الزواج، إلا أن المشكلة تكون أكثر دوامًا، حيث تؤثر على الحياة في المدرسة والعمل والمنزل كذلك.
وقد تمت صياغة رهاب الالتزام في كتاب المساعدة الذاتية الشهير Men Who Can't Love في عام 1987. وبعد انتقاد فكرة التحيز الجنسي المتصورة بأن الرجال فقط يعانون من رهاب الالتزام، قام المؤلفون بتوفير نموذج أكثر توازنًا من ناحية النوع لرهاب الالتزام في عمل تالٍ  He's Scared, She's Scared.